# Efecto snob
El efecto snob es un fenómeno descrito en la microeconomía como una situación en la que la demanda de un determinado bien por parte de los individuos de mayor nivel de ingresos está inversamente relacionada con su demanda por parte de los de menor nivel de ingresos. El "efecto snob" contrasta con la mayoría de los demás modelos microeconómicos, en el sentido de que la curva de la demanda puede tener una pendiente positiva, en lugar de la típica curva de la demanda con pendiente negativa de Bien normal.
Esta situación se deriva del deseo de poseer bienes inusuales, caros o únicos. Para los consumidores que quieren usar productos exclusivos, el precio "es" calidad. Estos bienes suelen tener un alto valor económico, pero un bajo valor práctico. Cuanto menos de un artículo disponible, más alto es su valor snob. Ejemplos de estos artículos con valor snob general son raros obras de arte, ropa de diseño, y  vehículos deportivos.
En todos estos casos, se puede debatir si cumplen el criterio de valor snob, que en sí mismo puede variar de una persona a otra. Una persona puede afirmar razonablemente que compra una prenda de diseño debido a una determinada técnica de enhebrado, longevidad y tejido. Si bien esto es cierto en algunos casos, el efecto deseado puede lograrse a menudo comprando una versión menos costosa de una marca de renombre. A menudo estos artículos de alta gama terminan como artículos de liquidación en tiendas de descuento o minoristas en línea donde pueden ofrecerse con grandes descuentos respecto al precio original, lo que pone en duda el verdadero valor del producto. En última instancia, los consumidores adinerados pueden ser atraídos por factores superficiales como la rareza, la representación de celebridades y el prestigio de la marca.
Los coleccionistas dentro de un campo específico pueden sufrir el efecto snob, buscando los coleccionables más raros y a menudo más caros. Tales ejemplos son los automóviles clásicos, los sellos de Penny Black y las monedas de águila doble de 1933. 